# Manitoba
Manitoba [mænɪˈtoʊbə] ist die östlichste der Prärieprovinzen Kanadas. Sie grenzt im Westen an Saskatchewan, im Osten an Ontario, im Norden an Nunavut und im Süden an die US-Bundesstaaten North Dakota und Minnesota. Der Name leitet sich von dem Cree-Wort „Manitou bou“ („Der Engpass des Großen Geistes“) ab und bezieht sich auf den Manitoba-See, der in der Mitte nur knapp einen Kilometer breit ist.

## Geographie
Einen großen Teil der Fläche nehmen Seen wie der Winnipegsee ein. Landschaftlich dominieren im Süden hügeliges Ackerland sowie das Red River Valley, welches sich in Manitoba von der US-Grenze bis zum Winnipegsee in einer Breite von bis zu 80 km erstreckt. Durch seine sehr guten Tonböden wird, trotz klimatischer Nachteile, ein intensiver Ackerbau ermöglicht. Angebaut und exportiert werden Sommerweizen (Manitoba-Hartweizen), Sommerraps, Flachs, Sonnenblumen, Kartoffeln, Sommergerste und Hafer. Nördlich des 51. Breitengrades geht das kultivierte Acker-Weideland in einen extensiven Buschwald mit Birken und Koniferen über. Noch weiter nördlich erstreckt sich die Tundra bis zur Hudson Bay.

## Klima

Elie, Tornado der Klasse F 5 im Juni 2007

Manitoba weist kontinentales Klima auf, wobei die Temperaturen und die Niederschläge von Süden nach Norden sinken, die Niederschläge zudem von Ost nach West. Die nicht von Gebirgszügen geschützte Provinz, die auch nicht in Form großer Wasserflächen einen Ausgleich findet, weist vor allem im Januar und Februar extrem niedrige Temperaturen auf, während im Sommer die Hitze von Süden weit nordwärts dringt. In Carman wurde dabei mit 53,0 °C die höchste Temperatur gemessen.
Im Süden kommt es dabei häufig zu Tornados, so allein 15 im Jahr 2006. Am 22. Juni 2007 wütete in Elie ein F5-Tornado. Er war der stärkste, der jemals in Kanada gemessen wurde.
| Stadt              | Juli     | Januar     |
| ------------------ | -------- | ---------- |
| Winnipeg           | 26/13 °C | −13/−24 °C |
| Brandon            | 27/12 °C | −12/−24 °C |
| Thompson           | 23/9 °C  | −20/−31 °C |
| Portage la Prairie | 26/14 °C | −12/−22 °C |
| Steinbach          | 26/13 °C | −13/−23 °C |
| Dauphin            | 25/12 °C | −13/−24 °C |
| The Pas            | 23/12 °C | −16/−27 °C |

## Geschichte

### Frühgeschichte

#### Paläo-Indianer
Das Gebiet von Manitoba wurde nach dem Ende der letzten Eiszeit von indianischen Gruppen besiedelt, deren älteste Spuren im Riding-Mountain-Nationalpark 9500 Jahre alt sind. Während sich Speerspitzen aus der Clovis- und Folsom-Phase nur selten und nur im äußersten Süden fanden, entwickelte sich die Plains-Kultur (vgl. Great Plains) in drei verschiedenen lokalen Ausprägungen. Diese stellten Anpassungen an waldreiche Gegenden dar, oder an Gras- oder Tundrenlandschaft.
Die Schmelzwässer des riesigen Eisblocks, der den überwiegenden Teil der Provinz bedeckte, bildeten den so genannten Agassizsee (benannt nach dem Naturwissenschaftler Louis Agassiz) zwischen 10.000 und 6000 v. Chr. Nur bis zu seinen Ufern konnten die Bewohner jeweils nordwärts wandern. Weiter im Süden basierte die Clovis-Kultur auf der Jagd auf Säugetiere, die heute ausgestorben sind, wie Mammute. Die Folsom-Waffen sind bereits an die Jagd auf Bisons angepasst, die besonders die Plano-Kulturen prägte.
Die westliche Plano-Kultur wird auf etwa 8000 bis 4500 v. Chr. datiert. Sie bediente sich bei der Jagd bereits der Buffalo Jumps, bei denen man ganze Herden über Klippen jagte um sie nach dem Absturz leicht erlegen zu können. Zugleich weisen einige der äußerst zerbrechlichen Steinklingen darauf hin, dass sie eher zu Ritualen benutzt wurden, als zur Jagd. Wichtige Fundstellen dieser Kultur sind Duck River und TeePee Site in der Region Swan River Valley. Unterschieden wird eine ältere Phase bis etwa 7000 v. Chr., der Horner oder Cody Complex, und eine jüngere, der Sister Hills Complex. Deren Angehörige wohnten in der südlichen Hälfte Manitobas und nutzten Klingen vom Typ Agate Basin und Hell Gap. Die Zahl der Lager vergrößerte sich, zugleich folgten die Gruppen dem sich zurückziehenden Südufer des Agassiz-Sees. Der Nomadismus wurde durch einen Turnus saisonaler Wanderungen abgelöst, die von Vegetationszyklen abhingen.
Zwischen 6000 und 4000 v. Chr. dehnten sich die Wälder dank einer langen Warmphase nordwärts aus, bis zu 300 km jenseits der heutigen Waldgrenze. Die als Nördliche Plano-Kultur bezeichnete Gruppe kam wohl um 8500 v. Chr. aus Saskatchewan und dehnte ihre Wanderungen weiter nord- und ostwärts aus, folgte bald auch Karibuherden. Der Agassizsee begann zu verschwinden. Hier, wo kaum noch Holz zu gewinnen war, ist auch ein äußerst sparsamer Umgang mit Werkzeugen erkennbar, der sich in Wiederverwertung und Umnutzung niederschlug. Außerdem entwickelten sie an die nördlichen Bedürfnisse angepasste Werkzeuge. Möglicherweise spezialisierte sich jede Gruppe auf eine bestimmte Karibuherde, die ihr gewissermaßen „gehörte“.
Das Östliche Plano reichte vom Agassiz-See bis zum Oberen See. Sein Hauptfundort liegt am Caribou Lake. Es war eine Kultur, die stärker an Wälder angepasst war. Steinringe, die ehedem der Befestigung von Zelten dienten, gehören zu den ältesten Relikten von Siedlungsstrukturen in der Provinz.

#### Archaische Phase (ca. 6000 v.Chr. bis Chr. Geb.)
Manitoba liegt im Bereich der westlichen Plano-archaischen Kulturen und der nördlichen und östlichen Shield-archaischen Kulturen.
Die Plano-Kulturen lassen sich zeitlich und räumlich deutlich unterscheiden.
Gemeinsam ist ihnen, dass das Klima milder wurde. Der Agassizsee verschwand, und die Fauna veränderte sich. An sie wurden die Jagdtechniken angepasst, so erschien etwa die Speerschleuder (Atlatl). Gleichzeitig verdrängte das heutige Bison bison das Bison antiquus mit seinen längeren Hörnern. Erstmals lassen sich Grabbeigaben, wie etwa Harpunen nachweisen. Innerhalb des Archaic werden eine jüngere und eine ältere Phase unterschieden, mit einem Übergang um 3500 v. Chr. Funde der Logan Creek und Mummy Cave Complexes weisen auf Einwanderung von Westen und Süden her. Die in Alberta und Saskatchewan verbreiteten Medicine Wheels sind in Manitoba sehr selten.
Der Oxbow Complex dominierte im Südwesten, doch fanden sich auch Artefakte am Winnipeg Lake und am Southern Indian Lake. Die Gruppen bestanden wohl aus 40 bis 60 Individuen. Eine der wichtigsten Stätten dieses Komplexes ist Kuypers Site am Ufer des Assiniboine River. Allerdings wurden keine Gräber in Manitoba gefunden, im Gegensatz zu Saskatchewan, wo an der Gray Site eine 2000 Jahre in Gebrauch befindliche Stätte freigelegt wurde.
Ausläufer des McKean Complex aus Wyoming, die auf heißerem und trockenerem Klima basierte, fanden sich im Tal des Swan River im Südwesten und am Rock Lake im zentralen Süden. Hier ist der wichtigste Fundort die Cherry Point site am Oak Lake im Südwesten, der nächste bei Winnipeg ist die Kuypers Site. Anscheinend war pflanzliche Nahrung bei ihnen von geringerer Bedeutung, dafür wurden auch Reptilien gejagt.
Der Pelican Lake Complex weist deutliche Unterschiede auf und deutet auf die Zuwanderung neuer ethnischer Gruppen hin. So wurden die Toten in Vertiefungen beigesetzt, Knife River Flint wurde bevorzugt, und durch Fernhandel erworbene Grabbeigaben.

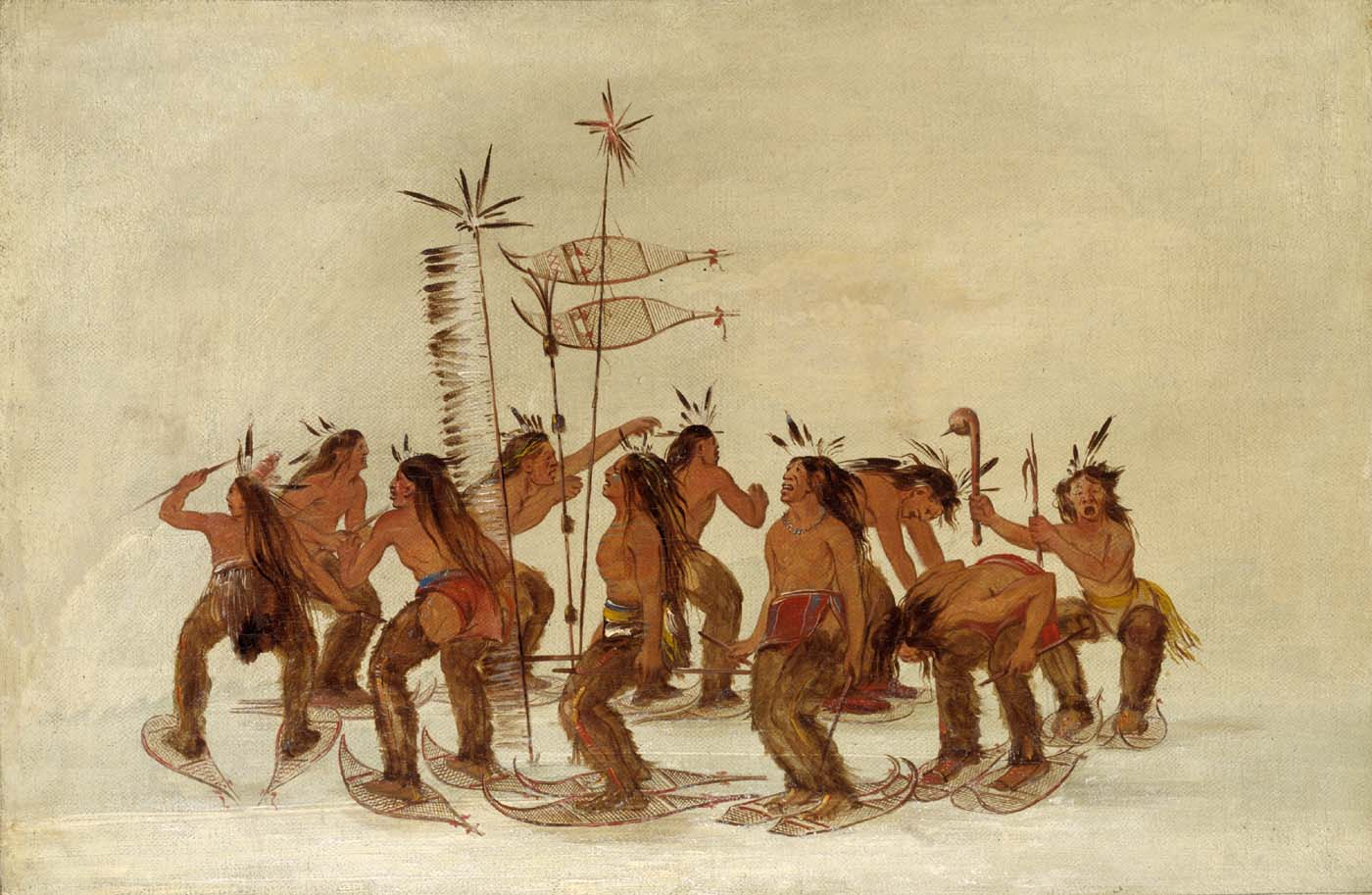
Schneeschuhtanz der Assiniboine, George Catlin 1835

Das Shield Archaic (ca. 4500 bis 1500 v. Chr.) war in den südlichen Nordwest-Territorien, also im Keewatin-Distrikt verbreitet, und erstreckte sich über den Norden von Saskatchewan und Manitoba, reichte weiter über den Osten Manitobas bis in den Nordwesten von Ontario. Die wahrscheinlich einzigen Möglichkeiten, sich in den sumpfigen Regionen zu bewegen, waren Kanus im Sommer und Schneeschuhe im Winter. Da die Gruppen von Karibu und Elch abhingen, dürfte ihnen dies eine hohe Beweglichkeit abgefordert haben. Vermutlich waren es die Vorfahren der heutigen Algonkinstämme, die die Region noch heute bewohnen. Zwar wurden Sommer- und Herbstlager entdeckt, die der Karibujagd bzw. dem Fischfang dienten, doch Winterlager fehlen. Daher ist es möglich, dass diese Gruppen auf den zugefrorenen Seen überwinterten. Die größte Begräbnisstätte dieser Kultur wurde am Three Point Lake entdeckt. Diese Victoria Day Site reicht bis etwa 2300 v. Chr. zurück.
Die als Alte Kupferkultur (Old Copper Culture) bezeichnete Phase reicht von 4000 bis 1000 v. Chr. Das namengebende Metall wurde im Becken des Oberen Sees gefunden, am Nordufer des Sees, auf der Keweenaw Peninsula, einer Halbinsel, die von Süden her in den See ragt, und auf der Isle Royale, einer großen Insel im See. Von dort wurde das feRohkupfer über hunderte von Kilometern transportiert. Die daraus gefertigten Klingen ähnelten denen der Steinwerkzeuge, doch wurden sie, durch Hämmern und Erhitzen formbar gemacht, bald entsprechend den Möglichkeiten des Materials verbessert. Aus dem Metall wurden bald auch Messer, Ahlen, Nadeln, Schmuck und dergl. hergestellt. In Manitoba wurde an über fünfzig Stellen Kupfer gefunden, im Nopiming Provincial Park in Ost-Manitoba auch eine Stätte der Verarbeitung. Möglicherweise fallen die Verbreitung von Kupfer und Wildreis mit entsprechenden saisonalen Wanderungen zusammen.

#### Taltheilei-Kultur (200–1000)
Die Taltheilei Culture kannte weder Keramik noch Kupfer. Ihre Träger waren wohl die Dene-Stämme, deren Wanderungen bis nach Mexiko reichten. Der Name der Kultur geht auf die Taltheilei Narrows am Großen Sklavensee zurück.
Ihre frühe Phase ist in Manitoba allerdings nicht vertreten, ihre mittlere Phase (200 bis 700) an nur wenigen Stellen. Die Taltheilei lebten von den Karibuherden, wobei sie sich an Eskern entlang bewegten, die auch den Herden einen Weg durch das unwegsame Gelände boten. In der mündlichen Tradition blieb diese Phase in Erinnerung als eine, in der die Menschen wie Wölfe den Herden folgten. Wie Berichte aus dem 18. Jahrhundert belegen, waren die Dene in der Lage, große Distanzen zu Fuß zu überwinden.

#### Woodland (200 v. Chr. bis 1750)
Die Funde am Wanipigow Lake östlich des Winnipegsees reichen etwa 6000 Jahre zurück. Dort wurden auch Tonscherben gefunden, die zu den ältesten in der Provinz gehören. Diese als Laurel bezeichnete Schicht datiert etwa auf ein Alter von 2000 Jahren. Die Laurel-Leute sind Repräsentanten einer Kultur, die nicht mehr auf Graslandschaft basierte, sondern auf der Nutzung von Wäldern und auf Fischerei. In dieser Zeit wurde hier auch erstmals wilder Reis gepflanzt. Die an derselben Stätte gefundene Keramik von den Typen Blackduck, Selkirk und Sandy Lake reicht in die Zeit zwischen 700 und 1640 zurück.
Die Woodland-Periode unterscheidet sich in viererlei Hinsicht von ihren Vorgängern. Es entstanden Tonwaren, zum Teil riesige Begräbnisstätten, die Mounds wurden errichtet, Pfeil und Bogen verdrängten nach und nach den Atlatl, und Mais, Kürbis usw. hielten Einzug und veränderten die Lebensweise besonders stark, so dass von zunehmender Sesshaftigkeit ausgegangen wird. Jedoch behielt die Jagd in den Randbereichen der Kultur ihre volle Bedeutung bei, während sie in den Kernbereichen fast verschwand. Auch hier wird eine frühe von einer späten Phase unterschieden, deren zeitliche Grenze man um 800 sieht. Die frühe Phase wird in den Plains auch Besant-Sonota-Phase genannt. Im Südwesten dominierte die Avonlea-Kultur, die starke Impulse aus Alberta und Saskatchewan bezog.
Die Arden Camp Site stellt den nördlichsten Mound der Provinz dar. Er liegt nahe dem Dorf Arden, hatte im Kern eine Höhe von einem und einen Durchmesser von 20 m, doch gehörte eine Art Fortsatz dazu, der rund 135 m lang ist. Die Fundstätte steht seit 1948 unter Denkmalschutz.
Berichte vom Fund einer Eisenklinge 80 cm unter dem Mound könnten auf eine nacheuropäische Entstehungszeit hinweisen. Am Stott Mound nahe Brandon befand sich ein zusätzliches Lager, wo Bisons zerlegt wurden. Flint vom Knife River in North Dakota ließ sich nachweisen. Die Stelle wurde etwa ab spätestens 800 n. Chr. als Grabstätte benutzt. In zwei Gruben fanden sich zwei bzw. fünf Tote. Die Gruben bargen Bisonschädel, Ocker, Kupfer, Perlen und Muscheln, ähnlich wie Stätten in Nord-Dakota.
Da jedoch im mittleren Westen von den der Kultur ihren Namen gebenden woods, also Wäldern, kaum die Rede sein kann, behalf man sich hier mit dem widersprüchlichen Namen Plains Woodland. Die Kulturen des Mississippi, vor allem Cahokia, und aus Ohio wirkten bis weit nach Manitoba hinein. Spätestens in dieser Zeit tauchen zudem so genannte petroforms, mitunter sehr große, miteinander in Beziehung stehende Einzelsteine auf, die ein Gesamtwerk ergeben. Dazu kommen Felsmalereien und Steinritzungen, die jedoch bisher nur näherungsweise datiert werden können.
Die Spätere Plain-Woodlands-Phase ist durch verstärkten Gartenbau, auch im heutigen Manitoba gekennzeichnet. Die Lockport Site am Ostufer des Red River zeigt den Anbau von Mais, dazu eine unterirdische Vorratshaltung. Die Tontöpfe weisen auf Kontakte weit in den Süden bis nach Dakota und Minnesota hin. Die Kombination von Fischfang und Gartenbau war offenbar über mehrere Jahrtausende erfolgreich. Erst um 1500 wurde die Stelle aufgegeben, da das Klima zu kalt wurde. Möglicherweise brachte zwischen 800 und 1400 die Westwanderung der Ojibway einen eigenen Stil bei der Tonverarbeitung mit, der als Blackduck Phase bekannt ist.

#### 18. und 19. Jahrhundert
Im Gegensatz zu den Cree, die sich als Pelztierjäger den Handelskompanien anboten, veränderten die Nachkommen der Taltheilei-Leute, die Dene, ihre Lebensweise kaum. Die beiden Gruppen lebten nicht nur sehr unterschiedlich, sondern sie bekriegten sich auch häufig. Dabei nahmen die Cree ihre Feinde als Sklaven gefangen, während die Dene alle Feinde töteten. Im Gegensatz dazu waren die Beziehungen zwischen Dene und Inuit eher freundlich und von gegenseitiger Kulturadaption gekennzeichnet. So berichteten noch 1955 die Inuit vom Ennadai Lake, sie hätten Tänze der Dene vom Nueltin Lake übernommen, als sie sich an einem Posten der Hudson’s Bay Company trafen. Doch im 18. Jahrhundert dezimierten Epidemien die Dene dermaßen, dass die Inuit bei ihren südlichen Wanderungen auf verlassene Gebiete trafen. Im Gegensatz zu Saskatchewan war das Vordringen der Inuit während einer Kaltphase jedoch von kurzer Dauer und ist nur um Churchill fassbar.
Als 1862 Dakota aus Minnesota nordwärts zur Red-River-Kolonie flohen, bauten sie 1864 bei Flee Island ein von Palisaden gesichertes Lager (cunkaské) mit einem Durchmesser von rund 73 m, um sich der Angriffe der sie verfolgenden Anishinabe zu erwehren. Dies ist nur eines von mehreren geschützten Lagern im Distrikt von Portage la Prairie, wie etwa das bei St. Ambroise, das einen Durchmesser von 114 m aufweist.

### Erste Europäer, Métis, Pelzhändler
Unter der Führung von Thomas Button erreichte 1612 eine erste Expedition die heutige Provinz. Die Männer kamen von der Hudson Bay und verbrachten den folgenden Winter im Flussgebiet des Nelson. Sie beanspruchte die Region für die englische Krone. Erst 1631 erschien eine weitere Gruppe unter der Führung von Luke Fox und Thomas James auf der Westseite der Hudson Bay. Mit der Gründung der Hudson’s Bay Company erhob diese Anspruch auf das ihr von der Krone verliehene Ruperts Land (1670). Doch geriet die Gesellschaft in Konflikt mit französischen Pelzhändlern, die konkurrierende Handelsposten errichteten. Henry Kelsey gelang es ab 1690 zunehmend, die Indigenen im Süden und in Zentral-Manitoba in das Handelssystem der Gesellschaft einzubinden.
Ab dem späten 17. Jahrhundert siedelten sich die frankophonen Métis um die Mündung des Assiniboine und des Red River, bekannt als The Forks, an. Sie jagten Bisons, die sie, zu Pemmikan verarbeitet, an die Fellhandelsgesellschaften verkauften, und betrieben Landwirtschaft zur Selbstversorgung.
Ab 1731 machte Pierre Gaultier de Varennes, sieur de La Vérendrye mit einer Expedition, die von Montreal aufbrach, den Briten Konkurrenz. Auf dem Weg zum Pazifischen Ozean ließ er Forts am Oberen See und am Saskatchewan River errichten, darunter Fort Rouge im Jahr 1738, aus dem Winnipeg hervorging. Varennes gelang es zudem, freundschaftliche Beziehungen zu den Indigenen vor allem im zentralen Manitoba aufzubauen.
Die Niederlage der Franzosen im Krieg gegen die Briten (1760 bzw. 1763) unterbrach die Handelsaktivitäten der Franzosen für rund zwei Jahrzehnte. Erst ab 1784 konnte die North West Company hier wieder anknüpfen. Die sogenannten Franco-Manitobains leben bis heute im Saint-Boniface District in Winnipegs Osten.

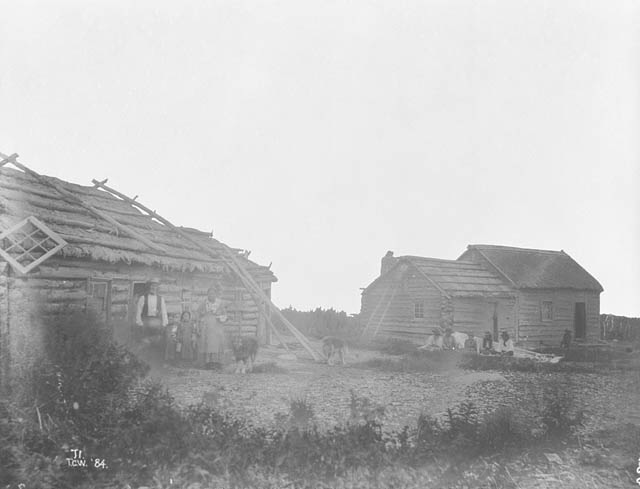
Handelsposten der Hudson’s Bay Company am Lake Winnipeg (1884)

Im Jahre 1812 gründete die Hudson’s Bay Company (HBC) auf Betreiben von Lord Selkirk die Red-River-Kolonie, die vertriebene schottische Kleinbauern aufnehmen sollte und in Konkurrenz zu den Métis und der mit diesen in Handelsbeziehung stehenden North West Company (NWC) stand. Es kam zum Pemmikan-Krieg, den die HBC gewann. Den Métis gelang 1816 mit der Schlacht bei Seven Oaks ein Sieg, der den Gouverneur und 23 Mann das Leben kostete, während sie nur einen Mann verloren. Dies stärkte auch ihren Zusammenhalt. Sie belieferten danach die HBC mit Pemmikan.
Die ersten Missionare erschienen in einem indianischen Dorf, das 1834 den ersten Versuch unternahm, von der Landwirtschaft zu leben. Die Kirche dieses Dorfes St. Peter Dynevor in der Diözese Ruperts Land, die 1853 dem ersten Bau von 1836 folgte, steht heute unter Denkmalschutz.

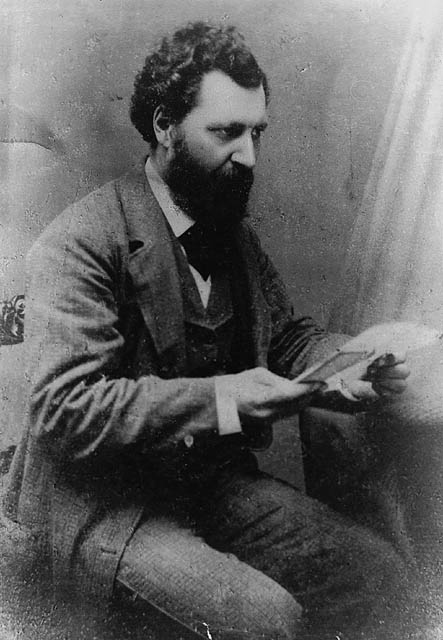
Louis Riel

Im Jahre 1867 wurde der Vorläufer des modernen Kanadas gegründet, die Kanadische Konföderation. Sie kaufte 1869 der HBC ihre Gebiete ab, zu denen auch das heutige Gebiet von Manitoba gehörte. In der Red-River-Rebellion versuchten die Métis unter ihrem Führer Louis Riel zusammen mit einigen verbliebenen schottischen Siedlern eine eigene Provinz innerhalb der Canadian Dominion zu erkämpfen. Der 1870 resultierende Manitoba Act schuf eine neue Provinz namens Manitoba. Die Protagonisten der Métis, allen voran Riel, wurden aber mit der Red-River-Expedition vertrieben. Zudem mussten die Métis im folgenden Jahrzehnt den zurückgehenden Bisonbeständen nach Westen folgen, und so die neue Provinz verlassen. Die Métis wurden erst 1982 als Stamm anerkannt.
Mit dem Manitoba Act wurde Fort Garry, der Handelsposten der HBC an The Forks, zur neuen Provinzhauptstadt. Im Jahre 1872 wurde Fort Garry mit umliegenden Gebieten zur neuen Hauptstadt Winnipeg vereinigt. Das zunächst sehr kleine, nur 5,6 % des heutigen Gebiets der Provinz umfassende und daher als „Briefmarken-Provinz“ verspottete Manitoba wurde bis 1912 auf seine heutige Ausdehnung erweitert.

### Provinz

#### Englisch und Französisch, Métis, transkontinentale Eisenbahn
Die ersten Premierminister der Provinz, häufig noch als „Chief Ministers“ bezeichnet, gehörten keiner Partei an (bis 1888). Alfred Boyd (1870 bis 1871) qualifizierte sich wohl vor allem dadurch, dass er zweisprachig und ein Gegner Louis Riels war. Ihm folgte bereits 1871 kurzzeitig Marc-Amable Girard (bis 1872), der später als erster Premier galt, als er 1874 erneut das Amt bekleidete. Sein Nachfolger Robert Atkinson Davis (1874 bis 1878) verfolgte eine Ausgleichspolitik zwischen franko- und anglophoner Bevölkerung.

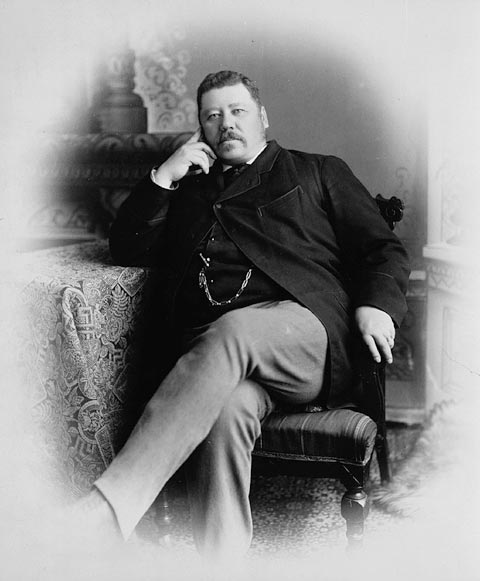
John Norquay, Métis und Premier Manitobas

John Norquay, der Manitoba von 1878 bis 1887 regierte, war ein Angehöriger der englischsprachigen Métis aus der Red-River-Kolonie. Er bemühte sich um einen Ausgleich zwischen den einzelnen Bevölkerungsgruppen und Konfessionen. Zugunsten der Canadian Pacific Railway, die ein 20-jähriges Monopol für sich beanspruchte, behinderte er den Bau privater Eisenbahnlinien. Als Reaktion darauf entstand die Manitoba Liberal Party, die die Interessen von Siedlern und Unternehmern vertrat. Als Norquay einen Kurswechsel vornahm und die Errichtung von Zweigstrecken fördern wollte, verlor er die Unterstützung der Bundesregierung. Kurz nach seinem Rücktritt zerbrach die Koalition der konservativen Gruppen.
Die neu gegründete Provinz zog inzwischen viele Siedler an, so dass die Bevölkerung von 1871 bis 1881 von 25.228 auf 62.260 anwuchs. 1891 betrug sie bereits 152.506.
Diese waren überwiegend Briten und sie gerieten, wie beschrieben, in Konflikt mit den katholischen und Französisch sprechenden Métis. Viele von ihnen folgten den Bisonherden westwärts und verließen die Provinz. Um Ackerland für den erwarteten Siedlerzustrom zu gewinnen, zwang man die Indianer, ihr Land gegen Nahrungsmittel und Decken abzugeben und in Reservate zu ziehen. Diese Abmachungen wurden in den so genannten Numbered Treaties festgehalten, die bis heute gültig sind. Neben dem Zustrom von Einwanderern von den britischen Inseln kamen auch Isländer in die Region am Winnipegsee (New Iceland), die eher vom Fischfang lebten, später Einwanderer aus slawischen Ländern.
Bereits 1876 wurde der Weizenanbau die wichtigste Einnahmequelle der Provinz. Die Ausfuhr in die benachbarten Regionen wurde durch die Fertigstellung der Eisenbahnverbindung nach St. Paul in Minnesota noch erleichtert. Gegen die zunehmende wirtschaftliche Anbindung an die USA entstand die Canadian Pacific Railway, die für British Columbia sogar die Vorbedingung für den Beitritt zum entstehenden Kanada gewesen war (1871), ebenso wie für die Provinzen am Atlantik. Mit ihrer Fertigstellung 1886 wurde Winnipeg zu einem wichtigen Verladezentrum an der ersten transkontinentalen Eisenbahn. Der Streit um die Eisenbahnverbindung hatte die Regierung gestürzt, der der Premier, ein Verfechter der CPR, Mittel und juristische Unterstützung verweigert hatte.

#### Parteien, Siedlungspolitik, Aufstieg Winnipegs, Sprachenstreit

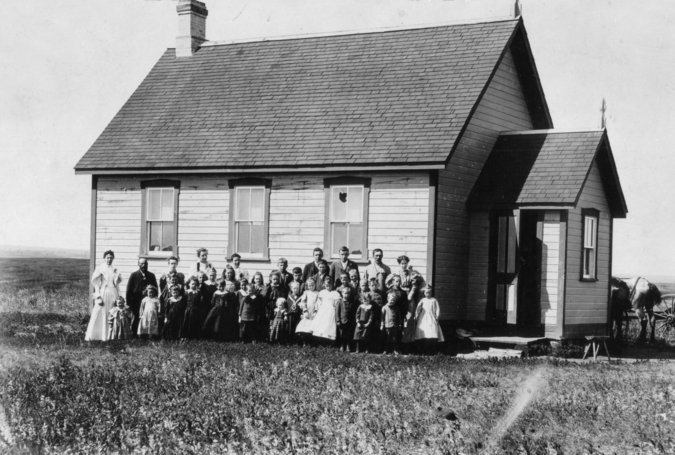
Dorfschule (Woodlake) 1896

Die von Thomas Greenway angeführte Manitoba Liberal Party gewann 1888 die Wahlen. Die Bundesregierung kaufte der CPR das Monopol ab, doch die Provinzregierung hatte beim Ausbau von konkurrierenden Strecken keine glückliche Hand und die erwarteten tieferen Transportpreise blieben aus. Die Förderung der Einwanderung führte zur drastischen Vergrößerung der Provinz nach Norden und Westen, während Winnipeg zur viertgrößten Stadt Kanadas heranwuchs. Katholiken und Frankophone wurden zur Minderheit und Greenway sicherte sich eine politische Mehrheit, indem er 1890 das zweigliedrige französisch-englische Schulsystem durch ein einheitliches Bildungswesen ersetzte: die staatliche Finanzierung katholischer Schulen wurde aufgehoben, die französische Sprache wurde in den Schulen verboten (→ Manitoba-Schulfrage). Ein Gesetz, das die Zweisprachigkeit der Gesetze vorschrieb, wurde aufgehoben und erst 1984 wieder in Kraft gesetzt. Der Sprachenstreit schwelte auch in den nächsten Jahrzehnten fort.
Mit diesen Maßnahmen gelang es Greenway, 1892 und 1896 wiedergewählt zu werden. Doch die Wahl von 1899 verlor er, weil in den Augen der Konservativen zu viele Slawen, insbesondere Ukrainer, ins Land geholt worden waren. Hugh John Macdonald, Sohn des Premierministers, übernahm für kurze Zeit das Amt des Premierministers der Provinz und des Führers der Conservative Party of Manitoba, die erst wenige Monate bestand. Ihm folgte nach rund zehn Monaten Rodmond Roblin, der bis 1915 im Amt blieb. Als Railway Commissioner war er zugleich für die Eisenbahnfrage verantwortlich, aber auch für die Landwirtschaft. Im Jahre 1911 begann der Bau einer Eisenbahnverbindung nach Churchill, der Hudson Bay Railway.

Emblem des Vizegouverneurs von Manitoba

Bei den Wahlen von 1903 konnte Roblin 31 der 41 Sitze gewinnen. Wie viele der Provinzpremiers war auch Roblin an ideologischen Differenzen wenig interessiert. So schuf er durch Enteignung der Telefongesellschaft Bell's und Überführung in eine Crown Corporation eine staatliche Gesellschaft, verhandelte erfolgreich um den Eisenbahnbau, was zu Neubauten führte, deren Einnahmen in die Staatskasse flossen. Andererseits war er ein entschiedener Gegner von Nellie McClung, die sich für das Frauenwahlrecht einsetzte. Das Ende der Regierung brachte ein Korruptionsskandal, der den Premier zum Rücktritt zwang. Eine vom Vizegouverneur eingesetzte Kommission hatte binnen zwei Wochen ein Flechtwerk von Bereicherungen offengelegt.

#### Industrialisierung, United Farmers, Weltwirtschaftskrise
Mit Tobias Norris (1915 bis 1922) ersetzten die Liberalen die Konservativen. Bei der Wahl vom 15. August 1915 gewann er 40 von 47 Sitzen. Sie setzten das Frauenwahlrecht durch und die Schulpflicht für alle Kinder bis 14 Jahren, dazu kam ein Mindestlohn. Die zunächst agrarische Basis der Provinz veränderte sich, und der Anteil der Industriearbeiterschaft nahm zu. Doch ihre Löhne fielen gegenüber denen anderer Beschäftigter zurück. Am 15. Mai 1919 kam es zum von 52 Gewerkschaften organisierten Winnipeg-Generalstreik, der bis zum 26. Juni dauerte. Das gewaltsame Eingreifen der Bundespolizei führte zu dreißig Verletzten und einem Toten. Zwar war der Streik nicht von unmittelbarem Erfolg, doch gewannen, nach einem ersten Anlauf 1920, im Jahr 1922 die United Farmers of Manitoba die Wahlen, obwohl sich die Provinzliberalen in keiner Weise eingemischt hatten.
Manitoba wurde zunächst von jahrelanger Dürre getroffen und die Weltwirtschaftskrise veranlasste viele Bauern endgültig ihr Land aufzugeben. Andere radikalisierten sich ebenso wie die Arbeiterschaft. So entstanden neue Parteien, wie die New Democratic Party of Manitoba (NDP) und die Manitoba Social Credit Party. In Manitoba wurden die Farmer durch die United Farmers of Manitoba, die spätere Progressive Party of Manitoba vertreten. Die United Farmers traten praktisch in jeder Provinz auf. 1922 übernahmen John Bracken und seine Farmer die politische Macht und regierten als Progressive Party of Manitoba bis 1943. Bracken koalierte 1931 mit der Manitoba Liberal Party und zog bei Kriegsbeginn auch die anderen Parteien in seine Regierung.

#### Zweiter Weltkrieg und Rohstoffboom, Ende des Sprachenstreits
Erst der Zweite Weltkrieg mit seiner verstärkten Nachfrage nach Rohstoffen und Agrarprodukten brachte die durch die Weltwirtschaftskrise getroffene Region wieder auf die Beine. Dabei überflügelte die Industrie am Ende des Krieges die Landwirtschaft, vor allem im Raum Winnipeg. Dazu kam, dass 1945 große Lagerstätten von Kupfer, Nickel und Zink im Nordwesten der Provinz entdeckt wurden. Bis 1955 wurde die Stromversorgung der meisten Orte erreicht, die unter Premier Stuart Garson (1943 bis 1948) begonnen worden war.
Dufferin Roblin, dem Kandidaten der Progressive Conservative Party gelang es 1958, die Liberal Progressive Party, die seit 26 Jahren regierte, abzulösen. Dabei wurde er zunächst von der sozialdemokratischen Co-operative Commonwealth Federation unterstützt. Die Regierung führte Französisch wieder in die Schule ein, führte ein Wohlfahrtsprogramm durch, Parks entstanden, Straßen wurden ausgebaut, die Zwergschulen wurden durch größere Schulen abgelöst. Um Winnipeg vor den Überflutungen des Red River zu schützen, ließ Roblin einen Umgehungsweg für die Wassermassen bauen, der sich als wichtig für die Schadensabwendung erwies. Dieser Red River Floodway wird noch heute als Duff’s Ditch bezeichnet.

#### Metropolregion Winnipeg, Zweisprachigkeit, soziale Bewegungen
Trotz dieser Erfolge wurden die Konservativen 1969 von der NDP unter Führung von Edward Schreyer abgelöst. Seine Vorfahren stammten aus der West-Ukraine und waren Deutsche und Österreicher gewesen. Er war der zweite Premier, der nicht angelsächsische Vorfahren hatte, und er war Katholik. Er stärkte das soziale System, schuf die Metropolregion Winnipeg durch Eingemeindung der Nachbarorte und besteuerte deutlich stärker die Rohstoffunternehmen. Als Vizegouverneur unterstützte Schreyer ab 1979 die Frauen- und die Umweltbewegung und förderte die Zweisprachigkeit. Außerdem schuf er das Edward Schreyer Fellowship in Ukrainian Studies an der Universität Toronto. Seither lösen sich NDP und Progressiv-konservative immer wieder in der Regierung ab.
Im Jahre 1979 wurde der Manitoba Act, der das Französische 1870 zu einer offiziellen Sprache erklärt hatte, vom Obersten Gerichtshof wieder in Kraft gesetzt. Der Oberste Gerichtshof wies 1985 die Provinzregierung an, alle Gesetze in diese Sprache zu übersetzen.
Unter dem Konservativen Gary Filmon wurde die Telefongesellschaft wieder privatisiert; auch gestattete ein Gesetz nun den Austritt einzelner Orte aus der Metropolregion Winnipeg. 1999 scheiterte er, da eine Mehrheit seinen Ankündigungen von Steuersenkungen und gleichzeitig Mehrinvestitionen in das soziale System keinen Glauben schenkte.

#### Die Regierung Gary Doer, Minderheiten- und Umweltpolitik, Opposition gegen Ottawa
Ab 1999 regierte die NDP unter Premier Gary Doer. Zur Stabilität seiner Regierung trug der ausgeglichene Haushalt bei, der wiederum auf der Prosperität der Wirtschaft basierte. Dazu kamen hohe Investitionen in das Gesundheitswesen und die Bildung. Über die Provinz hinaus wurde er als Befürworter des Kyoto-Protokolls bekannt. Im Jahre 2004 entstand bei St. Leon südwestlich von Winnipeg der erste Windpark der Provinz. Noch im September 2007 verhinderte Doer die Zerstörung wertvollen Waldes für eine preisgünstigere Stromleitung, die nun westlich des Winnipegsees entsteht.
Auf einer Versammlung mit der Assembly of Manitoba Chiefs traf er 1999 Vereinbarungen, um den Indianern die Einrichtung von Kasinos zu ermöglichen, doch sind auf dieser Basis bis 2007 nur zwei Betriebe entstanden. Doer ist ein scharfer Kritiker der konservativen Bundesregierung von Stephen Harper, die die Umsetzung des Kelowna Accord aussetzte, seitdem sie 2006 die Wahlen gewann.
Am 27. August 2009 kündigte Doer seinen Rücktritt an und wurde am darauf folgenden Tag zum Botschafter in Washington ernannt. Seine Nachfolge als Regierungschef trat Finanzminister Greg Selinger an.

## Bevölkerung
Ursprünglich war Manitoba die Heimat von Algonkin-Völkern. 1901 bildeten Indianer 4,6 % der Bevölkerung, 1906 lebten nur noch 18.629 Indianer in Reservaten, was einem Anteil von 2,3 % an der Gesamtbevölkerung entsprach. Heute stellen die indigenen Einwohner (First Nations und Métis) etwa 14 % der Bevölkerung (1996: 10 %) und sind damit eine der am stärksten wachsenden Einwohnergruppen. In Manitoba gibt es 63 verschiedene First Nations. 60 Prozent der Indigenen leben in kleinen Reservaten bzw. Siedlungen, in die sie vor allem in den 1950er Jahren teils unter Zwang umgesiedelt wurden. 23 dieser Gemeinden sind nicht ganzjährig über Straßen erreichbar. Die Isolation, fehlende sanitäre Einrichtungen, geringe Wohnraum, teure und qualitativ schlechte Lebensmittel, kulturelle „Entwurzelung“, fehlende Arbeits- und Freizeitmöglichkeiten sowie Perspektivlosigkeit der Jugendlichen führte zur Verelendung.
Nach Herkunftsländern dominieren die Engländer (mit 23 %), Deutschen (19 %) und Schotten (18,5 %). Aber Manitoba ist auch eines der größten Zentren der ukrainischen Kultur außerhalb der Ukraine und die Heimat der größten isländischen Exilgemeinde.
Die drei wichtigsten Religionsgemeinschaften sind die Katholische Kirche (27 % der Bevölkerung), die United Church of Canada (16 %) und die Anglikanische Kirche (8 %). Es gibt eine Vielzahl kleinerer Religionsgemeinschaften, unter anderem gibt es Gemeinden der Hutterer und Mennoniten. Fast 20 % der Einwohner gehören keiner Religion an.

### Sprachen
Im Zensus von 1996 gaben 813.000 als Muttersprache Englisch an, mit Abstand gefolgt von Deutsch (65.000), Französisch (48.000), Ukrainisch (31.000), Cree (24.000), Tagalog/Filipino (15.000) und Polnisch (11.000).

### Migration
Die Provinz betreibt eine aktive Einwanderungspolitik und hat daher ein beständiges Bevölkerungswachstum. Insbesondere einige Kleinstädte, die im Wesentlichen deutschsprachig sind, suchen sich in Deutschland Einwanderer.

### Städte

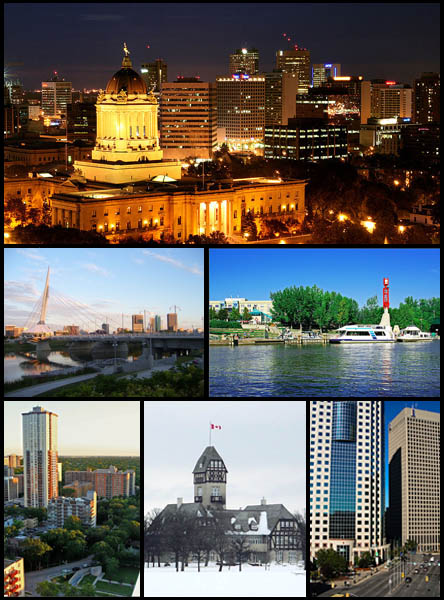
Verschiedene Ansichten von Winnipeg

Die größten Städte in Manitoba sind:
| Stadt (City)              | Einwohner | Einwohner |
| Stadt (City)              | 2021      | 2016      |
| ------------------------- | --------- | --------- |
| Winnipeg                  | 749.607   | 705.244   |
| Brandon                   | 051.313   | 048.883   |
| Steinbach                 | 017.806   | 016.022   |
| Winkler                   | 013.745   | 012.660   |
| Portage la Prairie        | 013.270   | 013.304   |
| Thompson                  | 013.035   | 013.678   |
| Selkirk                   | 010.504   | 010.278   |
| Morden                    | 09.929    | 08.668    |
| Quelle: Statistics Canada |           |           |

## Gliederung
Verwaltungstechnisch gliedert sich Manitoba in:
- urban municipalities („städtische Gemeinden“),
- rural municipalities („ländliche Gemeinden“) und
- local government districts sowie
- unorganized areas.

Außerdem ist sie wie jede kanadische Verwaltungseinheit für statistische Zwecke durch Statistics Canada in „Census Divisions“ unterteilt.
Geographisch wird die Provinz Manitoba in drei Haupt- mit acht Unterregionen gliedert:
- Central
  - Interlake Region
  - Parkland Region
- Northern
  - Northern Region
- Southern
  - Central Plains Region
  - Eastman Region
  - Pembina Valley Region
  - Westman Region
  - Winnipeg Metropolitan Region

## Politik
Das politische System Manitobas basiert auf dem Westminster-System mit einem Einkammernparlament. Die Legislativversammlung besteht aus 57 Mitgliedern, die in ebenso vielen Wahlkreisen nach dem Mehrheitswahlsystem gewählt werden. Der Vizegouverneur kann in Absprache mit dem Premierminister innerhalb eines bestimmten Zeitrahmens (spätestens nach fünf Jahren) das Parlament vorzeitig auflösen und Neuwahlen ansetzen, der britischen Parlamentstradition entsprechend. Premierminister ist stets der Vorsitzende jener Partei, welche die meisten Sitze errungen hat. Dieses Amt hat zurzeit Wab Kinew inne, Vizegouverneurin ist Anita Neville.
Im kanadischen Unterhaus wird Manitoba von 14 Abgeordneten vertreten. Gemäß der kanadischen Verfassung stehen der Provinz sechs Sitze im Senat zu.

## Bildung und Forschung
Die erste Schule wurde in Manitoba im Jahre 1818 von römisch-katholischen Missionaren gegründet und nahm im Jahre 1820 ihren Lehrbetrieb auf. Ein Aufsichtsgremium über die staatlichen Schulen wurde im Jahre 1871 gegründet, welches für die Lehrpläne und die Organisation der Schulen zuständig war.
Die öffentlichen Schulen unterstehen der Aufsicht der Provinzregierung. In Manitoba gibt es 65 öffentliche Grund- und weiterführende Schulen bis Klasse 12. Neben Englisch als Erstsprache werden auch Französisch als Zweitsprache oder eine andere Fremdsprache als Pflicht angeboten. Daneben gibt es 44 private Schulanbieter in der Provinz, die nicht staatlich finanziert werden.
In der Provinz befinden sich fünf Universitäten, die dem Ministry of Advanced Education and Literacy unterstehen. Vier dieser Universitäten befinden sich in Winnipeg: Die University of Manitoba, die zugleich auch die größte Universität in der Provinz ist mit rund 27.000 Studenten. Die Collège universitaire de Saint-Boniface ist die einzige Universität in der Provinz, in der nur in französischer Sprache gelehrt wird. Die Canadian Mennonite University ist eine christliche Universität. Eine weitere bekanntere Universität ist die University of Winnipeg mit rund 9400 Studenten.
Die Provinz betreibt rund 38 öffentliche Bibliotheken. Zwölf von diesen verfügen über französischsprachige Bücher und acht Bibliotheken über Bücher in anderen Sprachen. 21 dieser Bibliotheken gehören zum Winnipeg Public Library System. Die erste Bücherei in Manitoba eröffnete im Jahre 1848.

## Verkehr

### Highways
In der Provinz gibt es mehrere Autobahnen, die alle größeren Städte innerhalb der Provinz sowie mit größeren Städten außerhalb der Provinz verbinden (Auszug).
- Trans-Canada Highway – führt durch alle Provinzen und verbindet mehrere Städte.
- Highway 12 führt von der US/kanadischen Grenze, in der Nähe von Middlebro nach Grand Beach.
- Highway 3A führt von Clearwater nach Crystal City.
- Highway 75 (Lord Selkirk Hwy) führt von Winnipeg zur US/kanadischen Grenze.
- Highway 100 führt als Ringautobahn um Winnipeg herum

### Flugverbindungen
Der Winnipeg James Armstrong Richardson International Airport ist der größte Flughafen in der Provinz. Der Flughafen wird von internationalen Fluglinien bedient und bietet viele verschiedene Flugziele national sowie international an. Im Jahr 2007 wurden ca. 3,5 Millionen Passagiere registriert. Der Flughafen wurde aufgrund der steigenden Passagierzahlen massiv vergrößert. So war geplant, ein weiteres Terminal sowie ein Hotel und andere Gebäude zu bauen. Das Terminal sollte am 30. Oktober 2011 fertiggestellt und eröffnet werden.
Auf dem Flughafen werden jährlich rund 195.000 Tonnen Frachtgüter umgeschlagen, was den Flughafen zum drittgrößten Frachtflughafen in Kanada macht.

### Schienenverbindungen
Manitoba verfügt über mehrere Schienenverbindungen. Insgesamt umfasst das Schienennetz in der Provinz mehrere Tausend Kilometer, die von der Canadian National Railway (CN) und von der Canadian Pacific Railway (CPR) bedient werden. Winnipeg befindet sich zentral gelegen, womit beide die Stadt anfahren und die Stadt somit über einen großen Bahnhof verfügt. CN und CPR bedienen zusammen eine Strecke von rund 2439 km in der Provinz. Des Weiteren versorgen mehrere kleinere Eisenbahngesellschaften kleinere Strecken. Darunter die Hudson Bay Railway, die Southern Manitoba Railway, Burlington Northern Santa Fe Manitoba, Greater Winnipeg Water District Railway und Central Manitoba Railway. Diese bedienen eine Strecke von rund 1775 km. Eine weitere wichtige Schienenverbindung in der Provinz ist die Verbindung nach Port of Churchill, die von der Hudson Bay Railway bedient wird. Auf dem Hafen werden nur Güter verladen. Der Hafen liegt zentral zwischen den anderen Häfen in Europa und ermöglicht eine kürzere Schiffsverbindung zwischen Europa und Asien.